# Chunk
Un chunk (de l'anglès: fragment) és un fragment d'informació, contingut en molts formats multimèdia com PNG, MP3, AVI, etc. Cada chunk conté una capçalera que indica alguns paràmetres com el tipus de chunk, comentaris, grandària, etc. Immediatament hi ha una àrea variable de dades que són decodificades pel programa segons els paràmetres indicats en la capçalera. També es denominen chunks els fragments d'informació que baixen o pugen els gestors de descàrregues o programes P2P.

En computació distribuïda, és un conjunt de dades que s'envia a un processador o cadascuna de les parts en què descompon el problema per a la seva paral·lelització (per exemple, un subconjunt de files d'una matriu).